# Laar (Beekdaelen)
Laar (Limburgs: Laor) is een buurtschap in de gemeente Beekdaelen, in de Nederlandse provincie Limburg. De buurtschap telt een 13-tal huizen, waaronder het gemeentelijk monument Laar 16 ("De Naamse Steen").  Anno 2020 woonden er 23 mensen.
Laar ligt in het Geleenbeekdal, onderdeel van het Bekken van Heerlen. De A76 en de daaraan parallel lopende spoorlijn Sittard - Herzogenrath doorsnijden het gehucht en delen het in tweeën. Het zuidelijk deel is eigenlijk een voortzetting van het gehucht Hellebroek; het noordelijk deel bestaat uit een tweetal boerenhoeven.
Het gehucht heeft geen kerk, school of winkels. Hiervoor zijn de inwoners aangewezen op Nuth, Wijnandsrade of Hoensbroek. Laatstgenoemde plaats is via het Laervoetpad te bereiken.
De carréboerderij Hof Laar (tegenwoordig: De Naamse Steen) is het enige overblijfsel van het Huis Laar. Deze ligt in het dal van de Geleenbeek, tussen de spoorweg Sittard-Heerlen en de voormalige gemeentegrens met Hoensbroek (thans Heerlen).

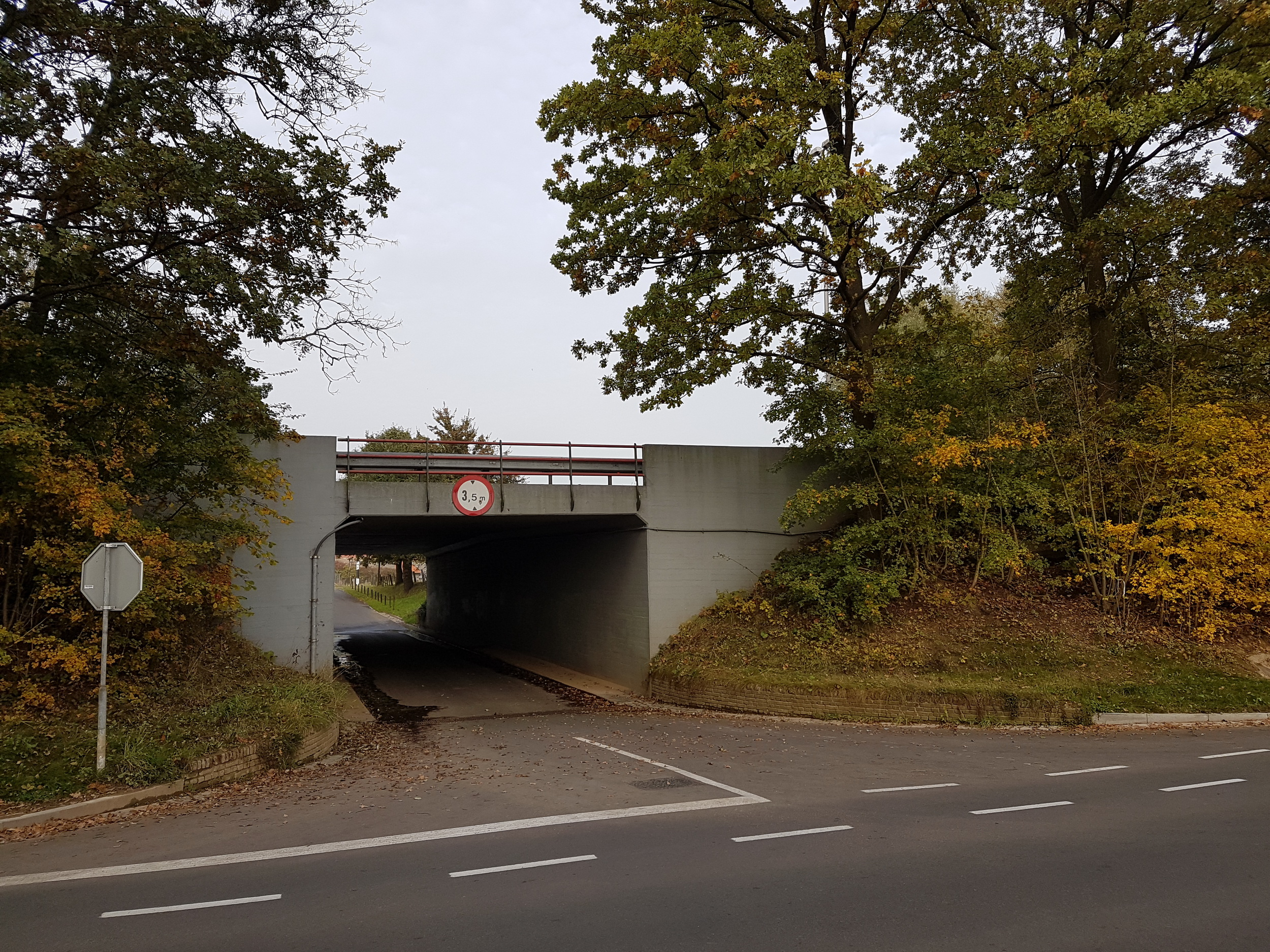
A76-viaduct bij Laar
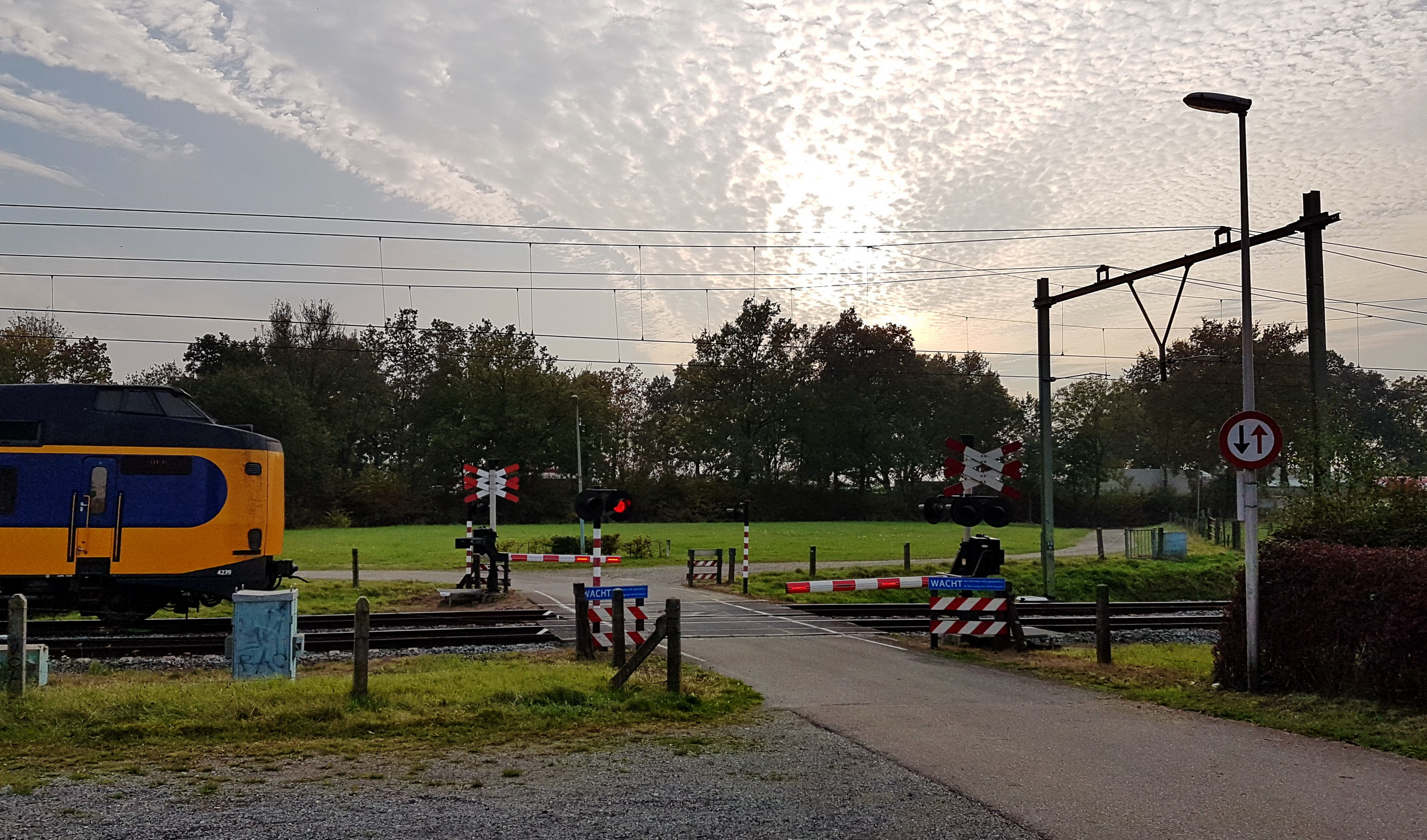
Spoorwegovergang Laar
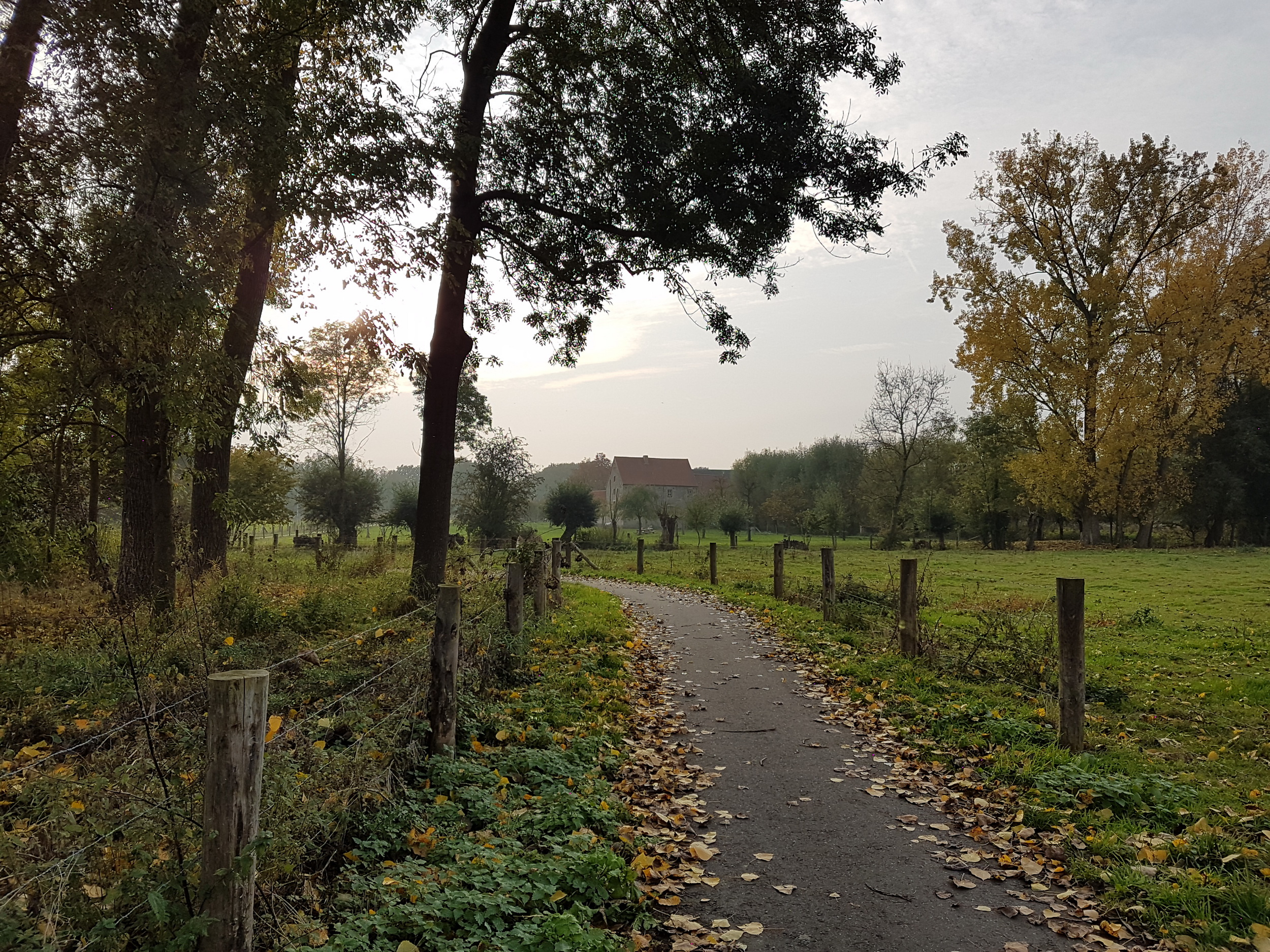
Laerdervoetpad
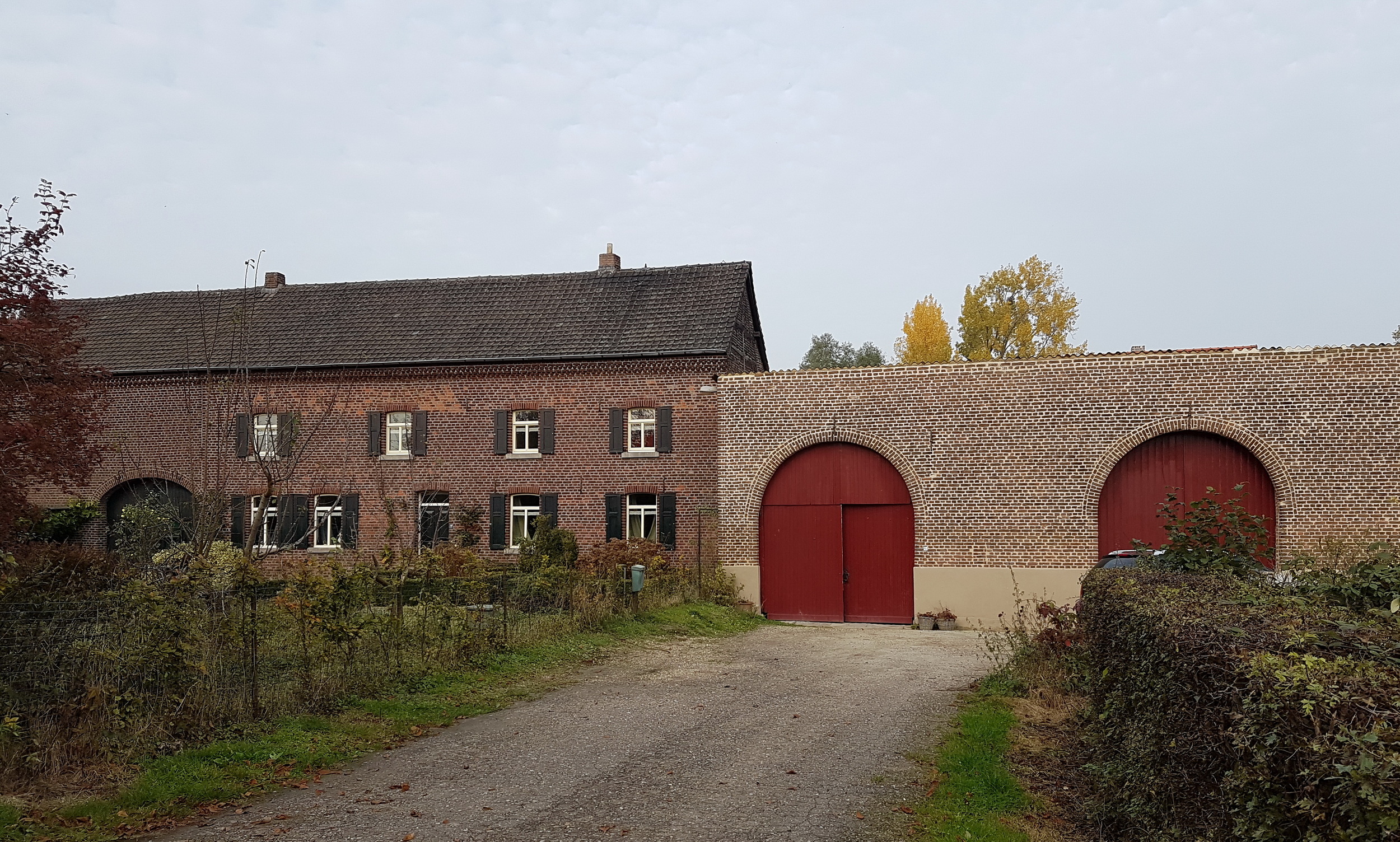
Laar 16-17
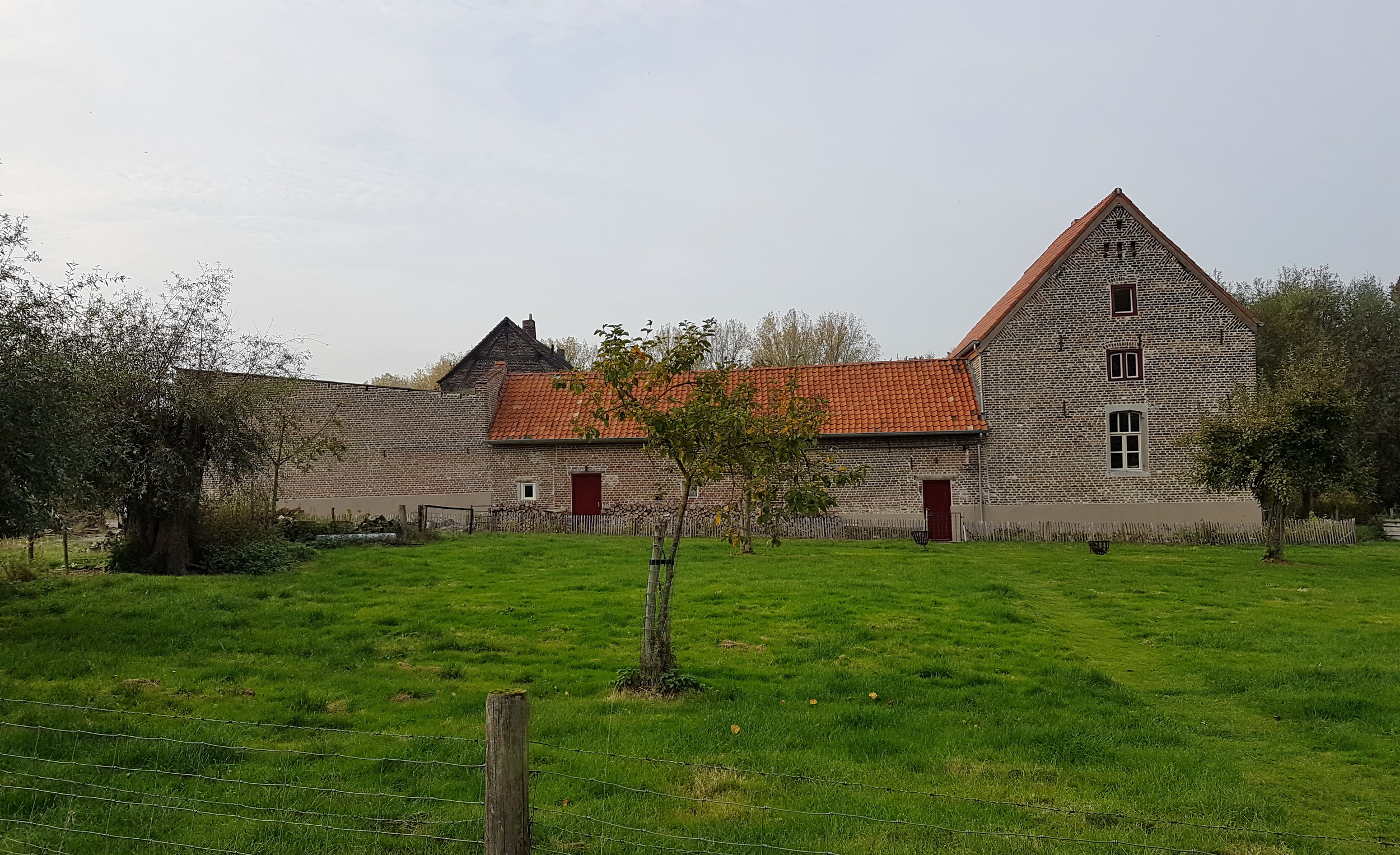
De Naamse Steen
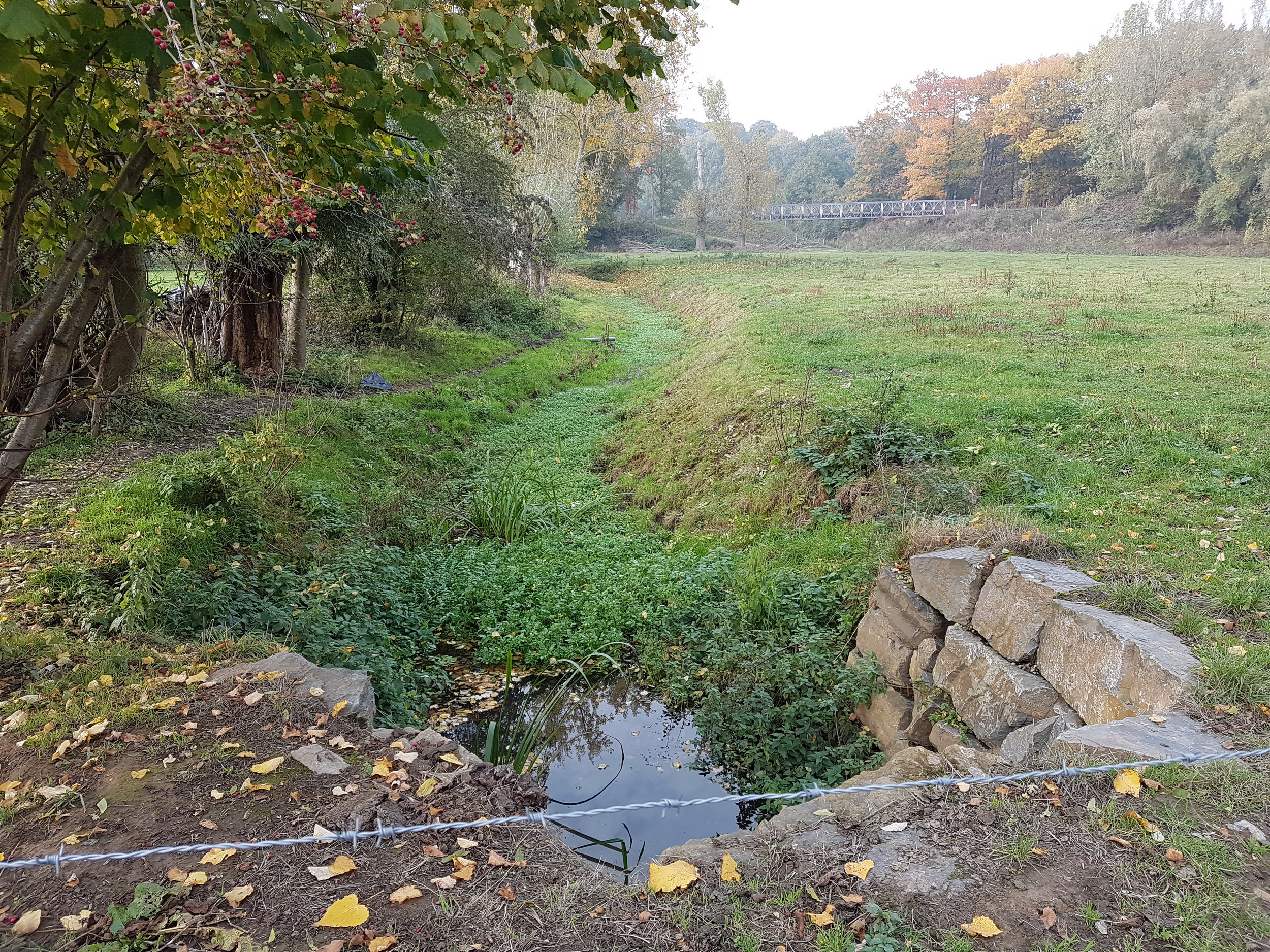
Restant gracht Huis Laar

Dorpen: Aalbeek · Amstenrade · Arensgenhout · Bingelrade · Doenrade · Hulsberg · Jabeek · Merkelbeek · Nuth · Oirsbeek · Puth · Schimmert · Schinnen · Schinveld · Sweikhuizen · Vaesrade · Wijnandsrade

Buurtschappen en gehuchten: Bovenste Puth · Brand · Breinder · Brommelen · Daniken (deels) · Douvergenhout · Etzenrade · Gracht · Grijzegrubben · Haasdal · Hegge · Heisterbrug · Helle · Hellebroek · Hommert · Hunnecum · Kamp · Kathagen · Klein-Doenrade · Kleingenhout · Kling · Kruis · Laar · Leeuw · Nagelbeek · Nierhoven · Oensel · Onderste Puth · Op de Bies · Op den Hering · Oppeven · Reuken · Swier · Terstraten · Tervoorst · Thull · Viel · Vink · Wintraak · Wissengracht · Wolfhagen

Limburg: Steden en dorpen      Nederland: Provincies · Gemeenten